# 清香姜味
清香姜味（学名：[Micromeria euosma] 错误：{{Lang}}：文本有斜体标记（帮助））为唇形科姜味草属下的一个种。

## 扩展阅读
- 維基物種上的相關：清香姜味